# جلجامش الخالد
جلجامش الخالد هي قصص مصورة أرجنتينية تم إنشاؤها من قبل لوتشو أوليفيرا ونشرتها كولومبا للتحرير. مبنية بشكل أساسي على الملحمة الشهيرة ملحمة جلجامش، ويتميز بجلجامش كملك قديم الذي قابل فضائياً وحوله إلى خالد باستخدام تكنولوجيا متقدمة. تمتد قصة الشخصية من تلك النقطة إلى موت الجنس البشري خلال محرقة ذرية، ورحلة إلى فضاء، وإقامة الجنس البشري على كوكب آخر، وعودته في نهاية المطاف إلى الأرض. نشر الكوميكس لأول مرة في عام 1969.

## الإنشاء
أبتكر لوغو أوليفيرا في بداية الأمر جلجامش في عام 1969 كقصة واحدة، ولكن الأستقبال الجيد حوّلها إلى منشور عادي. عمل أوليفيرا في البداية في الرسومات والنصوص، لكنه ترك مهامه في كتابة السيناريو إلى سيرجيو مولكو، الذي كان يعمل في ذلك الوقت تحت الأسم المستعار ليو جيوسير. كتب مولكو مع تركيز أكبر على علم النفس ودوافع الشخصية.
أعيدت السلسلة في عام 1980، مع نص روبن وود. تم أستبدال وود في وقت لاحق من قبل ريكاردو فيراري وألفريدو خوليو غراسي. لوتشو أوليفيرا بقي في العمل على الرسومات خلال كل تاريخ هيئة تحرير الشخصية.

## الحبكة
تم تقديم جلجامش كأمير ولاحقاً ملكاً لمدينة الوركاء السومرية القديمة، وهو قلق من موته. كان يعتقد أنه، كملك، يجب أن يكون أبعد من الموت، ليكون قادراً على حماية سكانه إلى الأبد. ثم رأى سقوط سفينة فضائية غريبة، وألتقى الفضائي الوحيد داخلها. في تطور من ملحمة جلجامش، يدعى ذلك الفضائي أوتنابيشتيم. ينقذ جلجامش حياته باتباع تعليماته لأستخدام التكنولوجيا الفضائية لأستعادة خلوده، ويسمح له بتكرار نفس العملية على نفسه كمكافأة. تصبح الشخصية خالدة، لا تقادم ومن المستحيل أن تقتل. بقي كملك، لكنه وجد أن سكانه حزينين بشكل متزايد ويرفضون أي نشاط، كما ذكّره خلودهم بوفياتهم الخاصة. زيف موته وغادر المدينة، التي أصبحت نشطة مرة أخرى.
من تلك النقطة، أصبح هائم على وجهه. يصور الكوميكس مغامراته العديدة في الحضارات القديمة أو الأحداث التاريخية، أو لقاء الناس التاريخيين مثل يسوع أو نابليون. كما قابل المخلوقات الخيالية، مثل مصاصي الدماء أو الأطلنطيين، وشخصيات أخرى أنشأها المؤلفون. الموضوع العام هو أستياءه من الموت البشري ورفضه للحرب، وفي قصص لاحقة، رغبته في الموت.
يموت الجنس البشري خلال أنفجار محطة نووية، مما يعكس المخاوف الناجمة عن كارثة تشيرنوبيل المعاصرة. ومع ذلك، هناك شخصية أخرى عُرضت في قصص سابقة كانت تدرك بالفعل وجود خطر ووجود جلجامش، وطورت خطة: مركبة فضائية مع أجنة بشرية محفوظة، والتي سيأخذها جلجامش عبر الفضاء ويستعيد الجنس البشري في كوكب آخر. ورفض الخطة آنذاك، لكنه حملها بعد الأنفجار. التقى الأجناس الفضائية الأخرى، وأستقر في نهاية المطاف على كوكب آخر. تصبح الأجنة قبيلة، وبعد قرون، مجتمع متطور تقنيًا. هذا الجنس البشري الجديد، غير مدرك لكونه غريبًا على هذا الكوكب، ينظم رحلة فضائية إلى كوكب الأرض، بعد اكتشاف الحياة فيه. ينضم إليهم جلجامش، ولكن تموت الرحلة أثناء وقوع حادث بعد وصولها. ثم يتم ترك جلجامش وحده في كوكب مدمر.
وفي النهاية يلتقي الفضائيين الآخرين الذين حافظوا على حياة الإنسان بطريقة مماثلة، وكانوا يعيدون الجنس البشري عندما ينخفض الإشعاع ليسمحوا للحياة مرة أخرى. جنس آخر غريب يثبت نفسه على الأرض، ولكن تتبعه سفينة العدو وتدميرها. يقتل جلجامش الشخص الفضائي المهاجم، لكنه يدرك أن هذا العمل لوحظ من قبل الآخرين من عرقه. خوفاً من هجوم مضاد من شأنه أن يكون مدمراً لقبيلة بشرية صغيرة، أخذ السفينة وحاول نقل المعركة إلى الفضاء. التقى بمحطة فضائية على المريخ، من نفس جنس الفضائيين التي منحته الخلود، وقاموا بتدمير الأسطول المهاجم بأكمله.
يتم إرسال جلجامش من قبلهم إلى مستوى آخر من الوجود، على غرار الأوليمبوس، حيث التقى أشخاصًا آخرين خالدين، مع كونه الوحيد الخالد الذي كان غير خالد ذات مرة. يقترح الأنتقال إلى مستوى أعلى آخر من الوجود، ولكن يطلب بدلاً من ذلك أن يعيش حياته مرة أخرى. يتعلق هذا الحدث بإعادة إطلاق السلسلة المذكورة سابقًا.